# Su seguro servidor
Su seguro servidor  es una película en blanco y negro de Argentina dirigida por Edgardo Togni sobre el guion de Rodolfo Cárdenas Behety que se estrenó el 9 de septiembre de 1954 y que tuvo como protagonistas a Juan Carlos Mareco, Héctor Calcaño, Carlos Enríquez y Francisco Álvarez. Fue filmada con muchos exteriores conforme marcaba la época, con Mareco en un momento de fama radial.

## Sinopsis
Un comisionista de campo trata de resolver los problemas de su pueblo.

## Reparto
- Juan Carlos Mareco
- Héctor Calcaño
- Carlos Enríquez
- Francisco Álvarez
- Nicolás Fregues
- Berta Ortegosa
- María Esther Podestá
- José Comellas
- Hilda Rey
- Susana Mara
- Francisco Pablo Donadío
- Marcos Zucker
- Cayetano Biondo
- Carlos Estrada
- Iván Grondona
- Hugo Mugica
- Perla Molina
- Gilberto Peyret
- María Esther Corán
- Ernesto Villegas
- Semillita
- Julia Vidal
- Marcelo Jaime
- Miguel Cossa

## Comentarios
King opina que el filme se desarrolla:

”Sin ahondar más de lo necesario para buscar la carcajada.”

Para La Prensa:

”El tema es jugoso, pero el libro…resulta un tanto ingenuo.”